# Zöldfátyolkák
A zöldfátyolkák (Chrysopidae) a rovarok osztályába sorolt recésszárnyú fátyolkák (Neuroptera) rendjének egyik családja, mintegy 1200 ismert fajjal.

## Származásuk, elterjedésük
Magyarországon körülbelül 30 fajuk él.

## Megjelenésük, felépítésük
A imágók közepes vagy hosszú, karcsú potrohú, keskeny szárnyú állatok. Szárnyuk erezete többnyire világoszöld, szárnyuk átlátszó, színtelen, de megfelelő szögben beeső fénytől szivárványosan tündököl. Első szárnyuk 6–35 mm hosszú lehet. Két nagy, összetett szemük előre dülled. Csápjuk finom, fonál alakú.

## Életmódjuk, élőhelyük
A lárvák ragadozók, többségük levéltetveken él. Néhányan a körülöttük található törmelékdarabokból álcát készítenek maguknak. Az álcázást segítik a torukon növő dudorok és serték.
Az imágók nektárral, pollennel és mikroszkopikus gombákkal táplálkoznak.

## Képek

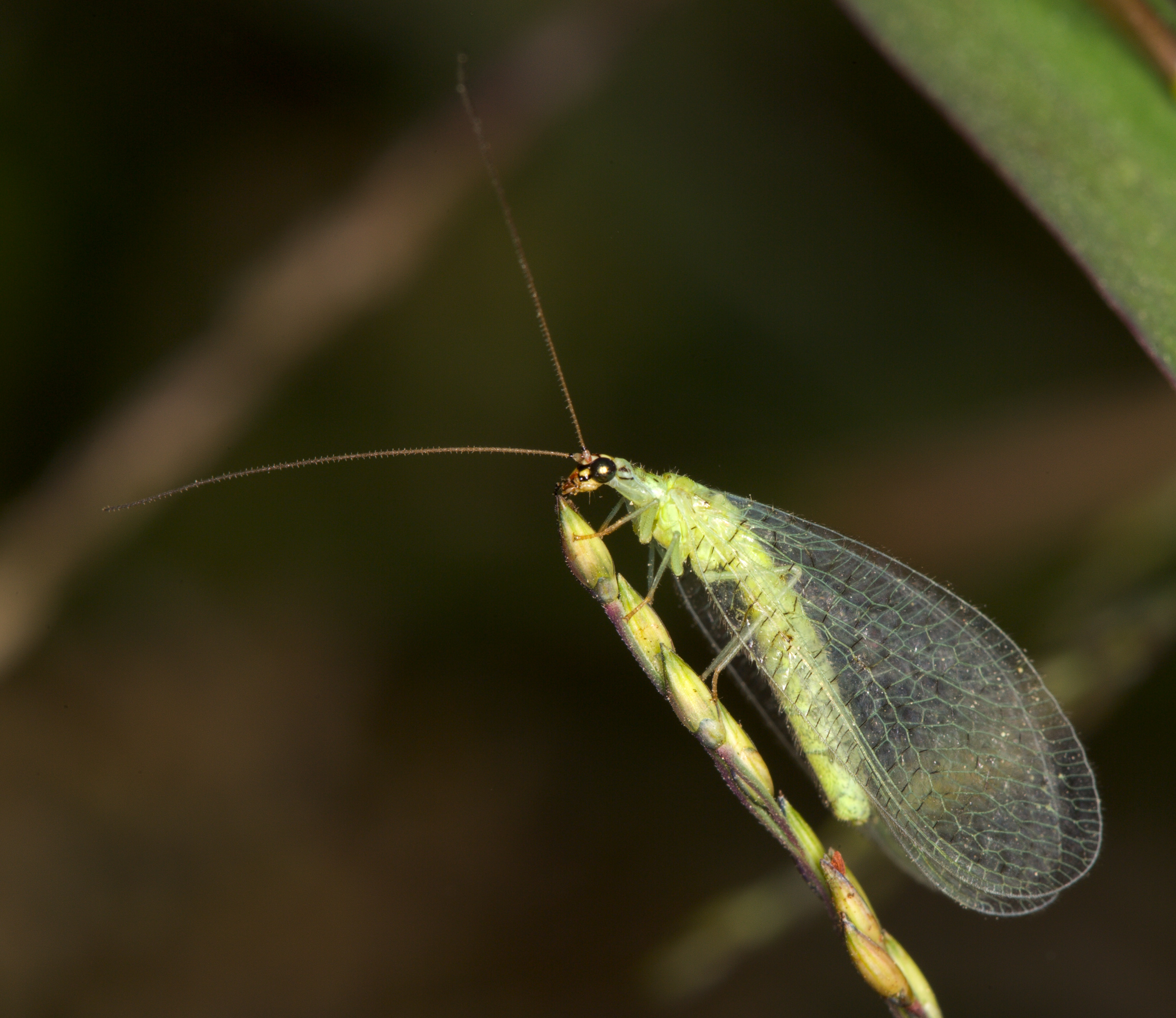
Chrysopa oculata
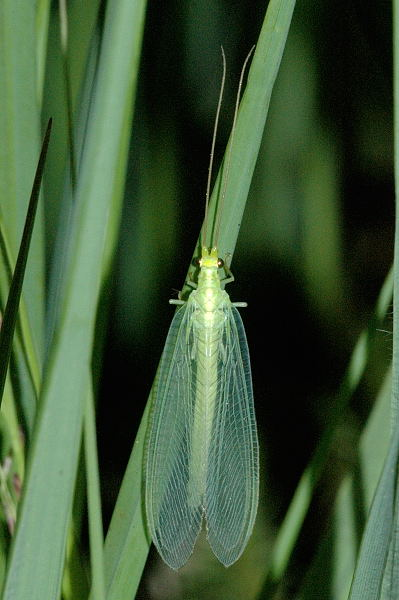
Nineta vittata
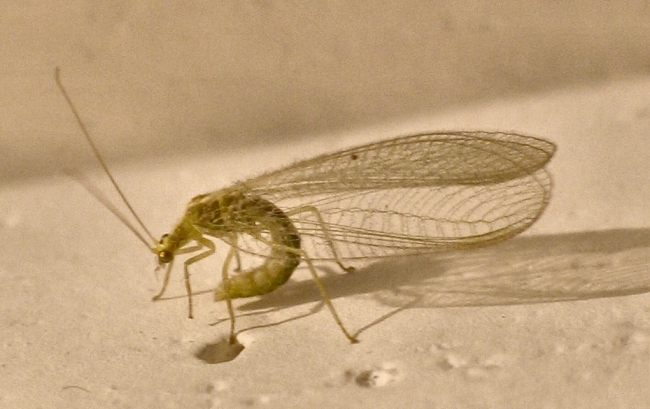
Chrysopa carnea
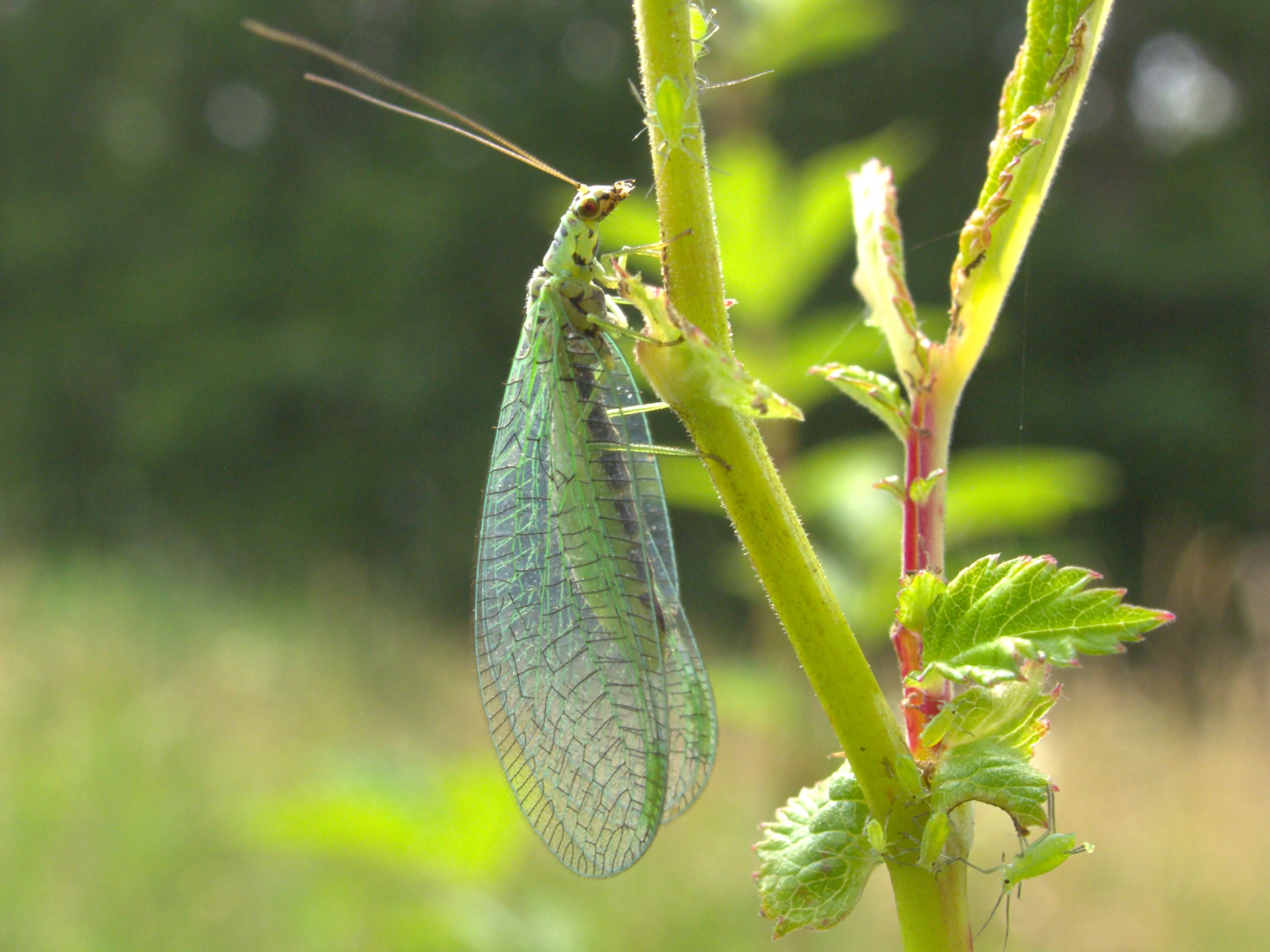
Chrysopa perla